# Strasbourg Masters 2011
Das Strasbourg Masters 2011 im Badminton war die sechste Auflage dieser Turnierserie. Es fand vom 6. bis 7. Dezember 2011 in Strasbourg statt.

## Finalergebnisse
| Disziplin    | Sieger                     | Finalist                            | Ergebnis          |
| ------------ | -------------------------- | ----------------------------------- | ----------------- |
| Herreneinzel | Marc Zwiebler              | Przemysław Wacha                    | 21:14 17:21 21:18 |
| Dameneinzel  | Petya Nedelcheva           | Judith Meulendijks                  | 21:15 21:15       |
| Herrendoppel | Adam Cwalina Michał Łogosz | Matthieu Lo Ying Ping Dharma Gunawi | 22:20 21:19       |